# Virginie Pouchain
Virginie Pouchain, född 1980, är en sångerska och hårfrisörska från dèpartementet Ardèche i södra Frankrike. 
Den 14 mars 2006 röstades Pouchain av en jury och det franska folket fram som vinnare av en TV-sänd talangtävling, där hon sjöng Céline Dions Pour que tu m'aimes encore. Vinsten innebar att hon valdes att representera Frankrike i Eurovision Song Contest 2006. Hon blev sedermera tilldelad låten Il était temps (sv: Det var dags) som sitt tävlande bidrag. Bidraget skrevs av den kanadensiske (men tyskfödda) soulartisten Corneille. I finalen i Aten fick hon endast fem poäng och slutade på 22:a plats av 24 tävlande. Efter tävlingen har hon mer och mer återgått till sitt yrke som frisör.